# Lutjanus analis
Espèce
Synonymes
- Mesoprion analis Cuvier, 1828[1] [2]
- Mesoprion isodon Cuvier, 1829[1] [2]
- Mesoprion rosaceus Poey, 1870[1] [2]
- Mesoprion sobra Cuvier, 1828[1] [2]

Statut de conservation UICN

 NT  : Quasi menacé
Lutjanus analis est une espèce de poisson osseux de la côte américaine de l'Atlantique de la famille des vivaneaux (ou lutjans). Sa chair est appréciée.

## Répartition
Lutjanus analis se rencontre des côtes du Massachusetts jusqu'au sud du Brésil, y compris le golfe du Mexique et la mer des Caraïbes, il est particulièrement commun aux Antilles. L'adulte vit à proximité des récifs de corail, le juvénile fréquente les herbiers. On le trouve à des profondeurs comprises entre 25 et 95 m.

## Description
À maturité, Lutjanus analis mesure entre 28 et 40 cm et peut atteindre 94 cm pour un poids de plus de 15 kg. La tache noire entre la ligne latérale et la nageoire dorsale, ainsi que la ligne bleue sous l’œil permettent de l'identifier facilement.

## Noms communs
Les noms vernaculaires mentionnés par FishBase sont, en français, :
- Carde clair - Haïti ;
- Oreille noire - Guadeloupe ;
- Sorbe - Cuba, Guadeloupe, Haïti et Martinique ;
- Vivaneau sorbe - France.

En anglais, Mutton snapper, Mutton fish, Snapper ou encore Virgin snapper selon les régions.